# رهج الغار/النيلي الطبيعي
رهج الغار/النيلي الطبيعي (اختصارًا RIF) والمعروف أيضًا باسم مركب هوانغدي، هو دواء يستخدم لعلاج ابيضاض سلائف النقويات الحاد. تظهر فعالية مشابهة لثلاثي أكسيد الزرنيخ. يُستخدم عمومًا مع حمض الريتينويك (ATRA). يُؤخذ هذا الدواء عن طريق الفم.
قد تشمل الآثار الجانبية لدواء آلام البطن والطفح الجلدي. يعتبر الدواء مركبًا بين رهج الغار (رباعي كبريتيد رباعي الزرنيخ) والنيلي الطبيعي [الإنجليزية] وجذر سالفيا ميلتيوريزا وجذر النجمة الكاذبة متباينة الأوراق. يعمل عن طريق تدمير مستقبلات حمض الريتينويك البروتيني مستقبل حمض الريتينويك ألفا.
طُورَّ رهج الغار/النيلي الطبيعي في الثمانينيات وتمت الموافقة عليه للاستخدام الطبي في الصين في عام 2009. هو ضمن قائمة الأدوية الأساسية لمنظمة الصحة العالمية، وهو أكثر الأدوية أمانًا وفعالية في النظام الصحي. وهي مصنوعة في الصين وكانت في الأصل علاجًا عشبيًا. هذا الدواء ليس باهظ الثمن. لم تتم الموافقة عليه في الولايات المتحدة أو أوروبا اعتبارًا من عام 2019.